# Сумська дирекція залізничних перевезень

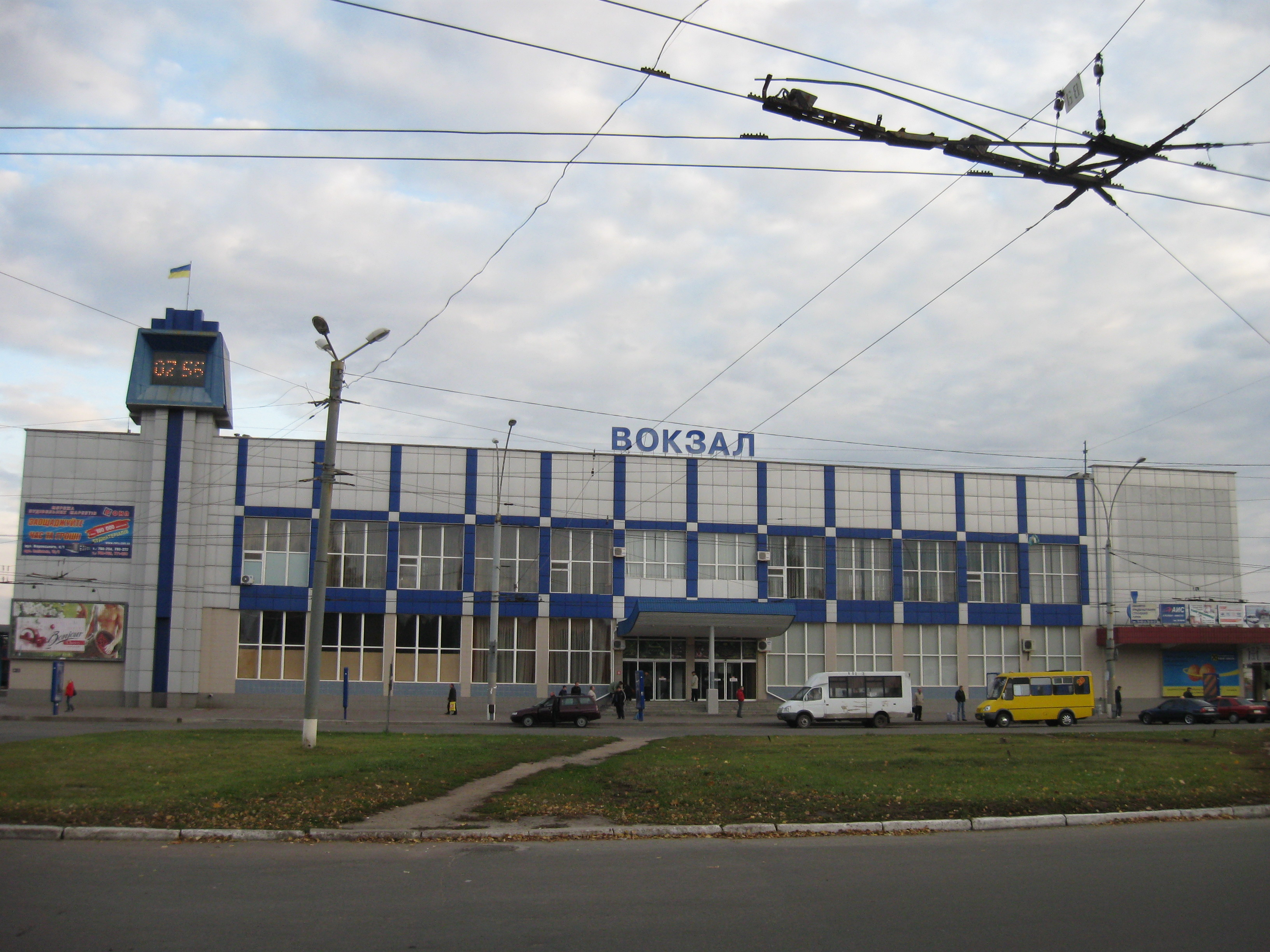
Сумський залізничний вокзал

Сумська дирекція — одна з чотирьох дирекцій Південної залізниці. Дирекція обслуговує Сумську, Полтавську та Харківську області. Надає послуги з перевезення багажів та пасажирів, завантаженню та розвантаженню вантажів тощо.

## Розташування
Офіс дирекції розташований за адресою: Сумська область, 40022, місто Суми, вул. Привокзальна, 1.

## Загальна інформація
Довжина сталевих колій Сумської дирекції залізничних перевезень становить 780 км.

## Станції
Територія дирекції знаходиться між станціями Люботин-Білопілля та Свинківка-Пушкарне. Всього до дирекції відноситься 45 станцій: Люботин, Люботин-Західний, Смородине, Богодухів, Гавриші, Губарівка, Гути, Коломак, Куп'єваха, Майський, Максимівка, Мерчик, Огульці імені Олександра Пучка, Сироватка, Суми та інші, 30 з яких є вантажними.